# Сальников, Владимир Александрович (директор)
Владимир Александрович Сальников — советский хозяйственный и политический деятель.

## Биография
Родился в 1924 году в Гусь-Хрустальном. Член КПСС.
Участник Великой Отечественной войны: курсант спецшколы радистов Центрального Штаба партизанского движения в Москве, радист-оператор Первого Молдавского соединения партизанских бригад, радист оперативного отдела штаба 2-го Украинского фронта, узник концлагеря Маутхаузен.
Окончил Ленинградский политехнический институт.
В 1952—1953 гг. — мастер, технолог сборочного цеха, в 1953—1963 гг. — начальник ОТК Витебского завода электроизмерительных приборов.
В 1963—1972 гг. — директор Брестского завода электроизмерительных приборов, в 1972—1982 гг. — директор Брестского электромеханического завода.
Делегат XXIV съезда КПСС.
За внедрение вычислительной техники в производственные технологии был в составе коллектива удостоен Государственной премии СССР в области науки и техники 1981 года (неопубликованным указом).
Умер в 1982 году в Бресте.

## Награды
- Орден Октябрьской Революции
- Орден Трудового Красного Знамени